# Mistrzostwa Europy Juniorów w Saneczkarstwie 2019
40. Mistrzostwa Europy juniorów w saneczkarstwie 2019 odbyły się 17 – 19 stycznia w szwajcarskim Sankt Moritz. Zawodnicy rywalizowali w czterech konkurencjach: jedynkach kobiet, jedynkach mężczyzn, dwójkach mężczyzn i w drużynie.

## Terminarz
| Data             | Miejscowość  | Konkurencja      | Złoto                                  | Srebro                            | Brąz                                |
| ---------------- | ------------ | ---------------- | -------------------------------------- | --------------------------------- | ----------------------------------- |
| 19 stycznia 2019 | Sankt Moritz | Jedynki kobiet   | Verena Hofer                           | Elīna Ieva Vītola                 | Anna Berreiter                      |
| 19 stycznia 2019 | Sankt Moritz | Jedynki mężczyzn | David Nössler                          | Moritz Bollmann                   | Lukas Gufler                        |
| 17 stycznia 2019 | Sankt Moritz | Dwójki mężczyzn  | Niemcy Hannes Orlamünder · Paul Gubitz | Niemcy Max Ewald · Jakob Jannusch | Włochy Leon Felderer · Lukas Gufler |
| 19 stycznia 2019 | Sankt Moritz | Drużynowe        | Niemcy                                 | Łotwa                             | Włochy                              |

## Wyniki

### Jedynki kobiet
- Data / Początek: Niedziela 21 stycznia 2019

| Medal | Zawodniczka        | Narodowość | 1. zjazd | 2. zjazd | Czas     | Strata |
| ----- | ------------------ | ---------- | -------- | -------- | -------- | ------ |
|       | Verena Hofer       | Włochy     | 54.703   | 54.286   | 1:48.989 | -      |
|       | Elīna Ieva Vītola  | Łotwa      | 54.813   | 54.521   | 1:49.334 | +0.345 |
|       | Anna Berreiter     | Niemcy     | 55.050   | 54.510   | 1:49.560 | +0.571 |
| 4.    | Tatiana Cwietowa   | Rosja      | 55.249   | 54.798   | 1:50.047 | +1.058 |
| 5.    | Jessica Degenhardt | Niemcy     | 55.189   | 54.875   | 1:50.064 | +1.075 |
| 6.    | Merle Fräbel       | Niemcy     | 55.270   | 54.890   | 1:50.160 | +1.171 |
| 7.    | Cheyenne Rosenthal | Niemcy     | 55.516   | 54.774   | 1:50.290 | +1.301 |
| 8.    | Nina Zöggeler      | Włochy     | 54.256   | 55.075   | 1:50.331 | +1.342 |
| 9.    | Anda Upīte         | Łotwa      | 55.281   | 55.101   | 1:50.382 | +1.393 |
| 10.   | Marion Oberhofer   | Włochy     | 55.284   | 55.143   | 1:50.427 | +1.438 |
| ...   | ...                | ...        | ...      | ...      | ...      | ...    |
| 18.   | Natalia Jamróz     | Polska     | 57.046   | 56.894   | 1:53.940 | +4.951 |

### Jedynki mężczyzn
- Data / Początek: Niedziela 21 stycznia 2019

| Medal | Zawodnik             | Narodowość | 1. zjazd | 2. zjazd | Czas     | Strata |
| ----- | -------------------- | ---------- | -------- | -------- | -------- | ------ |
|       | David Nössler        | Niemcy     | 1:09.466 | 1:09.335 | 2:18.801 | -      |
|       | Moritz Bollmann      | Niemcy     | 1:09.608 | 1:09.406 | 2:19.014 | +0.213 |
|       | Lukas Gufler         | Włochy     | 1:09.946 | 1:09.557 | 2:19.503 | +0.702 |
| 4.    | Yannick Müller       | Austria    | 1:10.034 | 1:09.637 | 2:19.671 | +0.870 |
| 5.    | Bastian Schulte      | Austria    | 1:10.017 | 1:09.698 | 2:19.715 | +0.914 |
| 6.    | Florian Müller       | Niemcy     | 1:09.919 | 1:10.072 | 2:19.991 | +1.190 |
| 7.    | Matwiej Perestoronin | Rosja      | 1:10.307 | 1:09.962 | 2:20.269 | +1.468 |
| 8.    | Eduard-Mihai Crăciun | Rumunia    | 1:10.380 | 1:10.178 | 2:20.558 | +1.757 |
| 9.    | Leon Felderer        | Włochy     | 1:10.551 | 1:10.100 | 2:20.651 | +1.850 |
| 10.   | Aleksiej Dmitriew    | Rosja      | 1:10.195 | 1:11.090 | 2:21.285 | +2.484 |
| ...   | ...                  | ...        | ...      | ...      | ...      | ...    |
| 12.   | Kacper Tarnawski     | Polska     | 1:11.448 | 1:11.074 | 2:22.522 | +3.721 |

### Dwójki mężczyzn
- Data / Początek: Sobota 20 stycznia 2019

| Medal | Zawodnicy                                | Narodowość | 1. zjazd | 2. zjazd | Czas     | Strata |
| ----- | ---------------------------------------- | ---------- | -------- | -------- | -------- | ------ |
|       | Hannes Orlamünder Paul Gubitz            | Niemcy     | 54.389   | 54.336   | 1:48.725 | -      |
|       | Max Ewald Jakob Jannusch                 | Niemcy     | 54.732   | 54.725   | 1:49.457 | +0.732 |
|       | Leon Felderer Lukas Gufler               | Włochy     | 54.743   | 54.813   | 1:49.556 | +0.831 |
| 4.    | Tomáš Vavercak Matej Zmij                | Słowacja   | 54.826   | 54.749   | 1:49.575 | +0.850 |
| 5.    | Mārtiņš Bots Roberts Plūme               | Łotwa      | 55.062   | 54.989   | 1:50.051 | +1.326 |
| 6.    | Andriej Szander Semen Mikow              | Rosja      | 54.989   | 55.243   | 1:50.232 | +1.507 |
| 7.    | Dmitrij Buchniew Danił Kilsjew           | Rosja      | 54.904   | 55.357   | 1:50.261 | +1.536 |
| 8.    | Ihor Hoi Myrosław Lewkowicz              | Ukraina    | 55.629   | 55.635   | 1:51.264 | +2.539 |
| 9.    | Eduards Ševics-Mikeļševics Lūkass Krasts | Łotwa      | 55.362   | 56.737   | 1:52.099 | +3.374 |
| 10.   | Juri Gatt Riccardo Schöpf                | Austria    | 57.051   | 56.381   | 1:53.432 | +4.707 |

### Drużynowe
- Data / Początek: Niedziela 21 stycznia 2019

| Medal | Zawodnicy                                                                      | Narodowość | Czas     | Strata |
| ----- | ------------------------------------------------------------------------------ | ---------- | -------- | ------ |
|       | Jessica Tiebel/Max Langenhan/Hannes Orlamunder/Paul Gubitz                     | Niemcy     | 2:41.052 | –      |
|       | Elīna Ieva Vītola/Gints Bērziņš/Mārtiņš Bots/Roberts Plūme                     | Łotwa      | 2:42.797 | +1.745 |
|       | Verena Hofer/Alex Gufler/Leon Felderer/Lukas Gufler                            | Włochy     | 2:42.908 | +1.856 |
| 4.    | Tatiana Cwietowa/Matwiej Perestoronin/Dmitrij Buchniew/Danił Kilsjew           | Rosja      | 2:42.910 | +1.858 |
| 5.    | Lisa Lerch/Yannick Müller/Juri Gatt/Riccardo Schöpf                            | Austria    | 2:44.331 | +3.279 |
| 6.    | Andrea Pavlíková/Marián Skupek/Tomáš Vavercak/Matej Zmij                       | Słowacja   | 2:44.805 | +3.753 |
| 7.    | Anna Bryk/Kacper Tarnawski/Jakub Karaś/Mateusz Karaś                           | Polska     | 2:45.963 | +4.991 |
| 8.    | Cezara Alexandra Curmei/Eduard-Mihai Crăciun/Ștefan Handaric/Alexandru Ailenei | Rumunia    | 2:46.430 | +5.378 |

## Klasyfikacja medalowa
| Miejsce | Państwo |   |   |   | Razem |
| ------- | ------- | - | - | - | ----- |
| 1.      | Niemcy  | 3 | 2 | 1 | 6     |
| 2.      | Włochy  | 1 | 0 | 3 | 4     |
| 3.      | Łotwa   | 0 | 2 | 0 | 2     |